# چن شیانگ-چی
چن شیانگ-چی (انگلیسی: Chen Shiang-chyi؛ زادهٔ ۲۷ نوامبر ۱۹۶۹) هنرپیشه زن اهل تایوان است.
از فیلم‌هایی که در آن نقش داشته می‌توان به آنجا ساعت چند است؟ و ابر سرکش اشاره کرد.